# Tautavel
Tautavel – miejscowość i gmina we Francji, w regionie Oksytania, w departamencie Pireneje Wschodnie.
Według danych na rok 1990 gminę zamieszkiwało 738 osób, a gęstość zaludnienia wynosiła 14 osób/km² (wśród 1545 gmin Langwedocji-Roussillon Tautavel plasuje się na 418. miejscu pod względem liczby ludności, natomiast pod względem powierzchni na miejscu 49.).
W Tautavel znajduje się muzeum prehistoryczne.

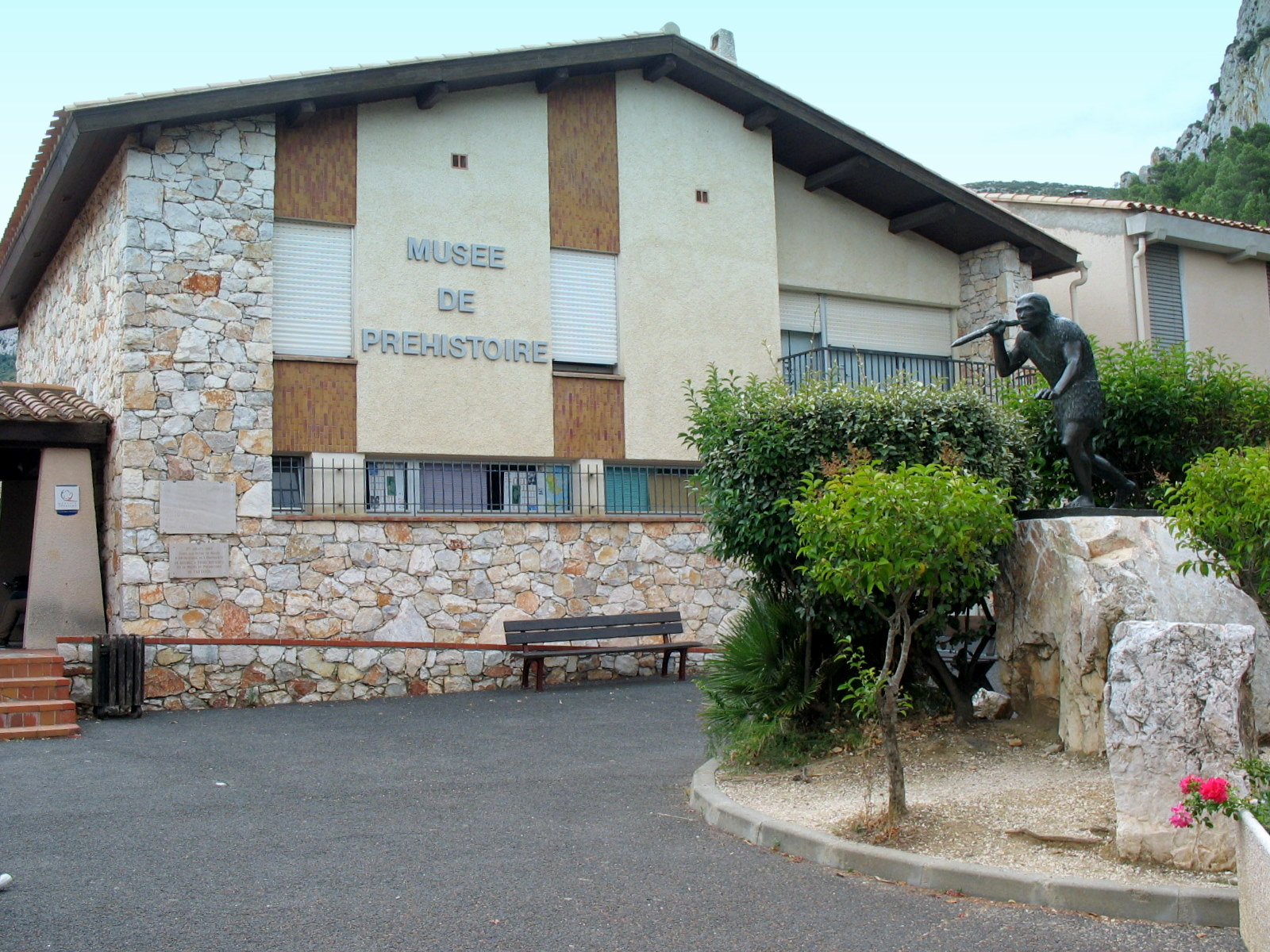
Muzeum prehistoryczne w Tautavel (2011)

## Zabytki
Zabytki na terenie gminy posiadające status monument historique:
- jaskinia Arago (fr. Caune de l'Arago)
- zamek w Tautavel (fr. Château de Tautavel)
- wieża del Far (fr. Tour del Far)